# Sant Andreu de Clarà (Moià)
Santa Andreu de Clarà és la capella del Castell de Clarà, al terme municipal de Moià, catalogada com a bé cultural d'interès local. Està situada al cim del turó de Sant Andreu, a 200 m al migdia del castell, des d'on es pot contemplar una panoràmica amb Moià als peus i Castellterçol a l'horitzó.

## Història
La primera notícia documental es troba en un pergamí del 1275, quan Bertran de Muntanyola la cedí al rector de Rodors juntament amb les seves cases i pertinences i se la cita  com a sufragània de Moià. Va ser restaurada després de la Guerra del Francès, quan fou saquejada i profanada pels soldats franceseos,  i el 1870, va ser reformada pel notari Joaquim Otzel i Coromines, hereu del veí mas Coromines, que en va modificar l'aparença primitiva.

## Descripció
És d'una sola nau amb absis i coberta a dues aigües. Al mur de migdia destaquen dos voluminosos contraforts de pedra, i la façana principal es troba encarada a ponent, on presenta les seves úniques obertures: l'accés a través d'una porta d'arc de mig punt i un òcul al damunt. A la dovella del portal hi una inscripció que deixa constància de la reforma del 1870 i fa referència a la tomba de la família Coromines, i a l'emmarcament de pedra de l'òcul hi ha una inscripció que recorda la destrucció soferta el 1808.
L'absis està reforçat amb unes creus metàl·liques atirantades per a evitar que les empentes horitzontals causin un desplom. La teulada està conformada per un petit ràfec de peces ceràmiques i amb teula àrab sostingut amb morter i pedres al damunt. Als murs exteriors s'observa la degradació de l'acabat original, arrebossat amb morter de calç. A les parts on aquest ha desaparegut s'aprecia el parament de pedres amb una mida i forma irregular. També s'hi poden veure nombroses esquerdes i fissures.